# National Football League
Die National Football League (NFL) ist eine US-amerikanische Profiliga im American Football. Sie besteht aus 32 Teams, die als Franchises in der National Football Conference (NFC) und der American Football Conference (AFC) organisiert sind. Beide Conferences, die im Wesentlichen aus den 1970 vereinigten Konkurrenzligen NFL und AFL bestehen, sind wiederum in je vier Divisionen unterteilt.
Die Saison beginnt nach einer mehrwöchigen Preseason, in der nur Testspiele bestritten werden. Während der achtzehnwöchigen Regular Season bestreitet jedes Team 17 Spiele, daran anschließend spielen die besten Teams in den Play-offs um den Meistertitel. An diesen nehmen jeweils die vier Divisionssieger und die drei weiteren besten Teams (die sogenannten Wildcard-Teams) einer Conference teil. Die daraus ermittelten Meister von AFC und NFC treffen im Super Bowl aufeinander, der am zweiten Sonntag im Februar stattfindet.
Amtierender Meister sind die Philadelphia Eagles, die sich im Super Bowl LIX gegen die Kansas City Chiefs mit 40:22 durchsetzten.
Mit einem Jahresumsatz von bis zu ca. 15,3 Milliarden US-Dollar (2019) ist die NFL die umsatzstärkste Sportliga der Welt.

## Geschichte

### Frühphase (bis 1960)
American Football konnte sich als Profisportart erst relativ spät etablieren, obwohl bzw. weil der Football an Universitäten schon vor 1900 sehr populär war und sechsstellige Zuschauermengen anzog. Eine Nachfrage an zusätzlichen Spielen gab es kaum, zumal College Football traditionell im Herbst gespielt wird und Endspiele wie der Rose Bowl zum Jahreswechsel stattfinden. Im Sommerhalbjahr dominierte der Profi-Baseball. Bei diesem amerikanischen Zeitvertreib spielt jede Mannschaft über 100 Spiele bei gutem Wetter, wodurch entsprechende Zuschauereinnahmen erzielt werden und Vollzeit-Profis bezahlt werden können. Football erfordert dagegen viel mehr Spieler pro Mannschaft, während die Einnahmen aus wenigen Spielen im Herbst viel geringer waren und keinesfalls ausreichten, eine Mannschaft auch in der langen spielfreien Zeit zu bezahlen.
Somit funktionierte jahrzehntelang der Spielbetrieb nur an Universitäten zuverlässig. Der College Football war und ist populär, die besten Studenten-Teams wurden als erstklassig betrachtet. Alle anderen Footballer waren Amateure und mussten ihren Lebensunterhalt durch normale Arbeit sichern. Es gab nach dem Ersten Weltkrieg einzelne Mannschaften, die mit Stars wie Jim Thorpe in der Art eines Wanderzirkus herumzogen und Spiele gegen örtliche Mannschaften austrugen, die größtenteils aus Fabrikarbeitern und Spielern mit vergleichbarem sozialen Hintergrund bestanden. Daran erinnern noch heute die Green Bay Packers (benannt nach der Indian Packing Company), die als einziges Team im gesamten US-Profisport (NFL, NBA, NHL, MLB und MLS) nicht einem Besitzer gehören, sondern noch als Verein betrachtet werden können.
Daraus entwickelte sich als Interessenverband die American Professional Football Association, die am 20. August 1920 in Canton, Ohio, gegründet wurde. Erster Meister dieser neuen Liga waren die Akron Pros. Erst 1922 wurde die APFA in National Football League umbenannt. Der Spielbetrieb in den 1920er Jahren war weiterhin sporadisch. Es stießen immer wieder neue Teams hinzu, nur um kurze Zeit später wieder zu verschwinden. Von den Gründungsteams haben einzig die Chicago Cardinals (heute: Arizona Cardinals) sowie die Chicago Bears (damals: Decatur Staleys) überlebt.

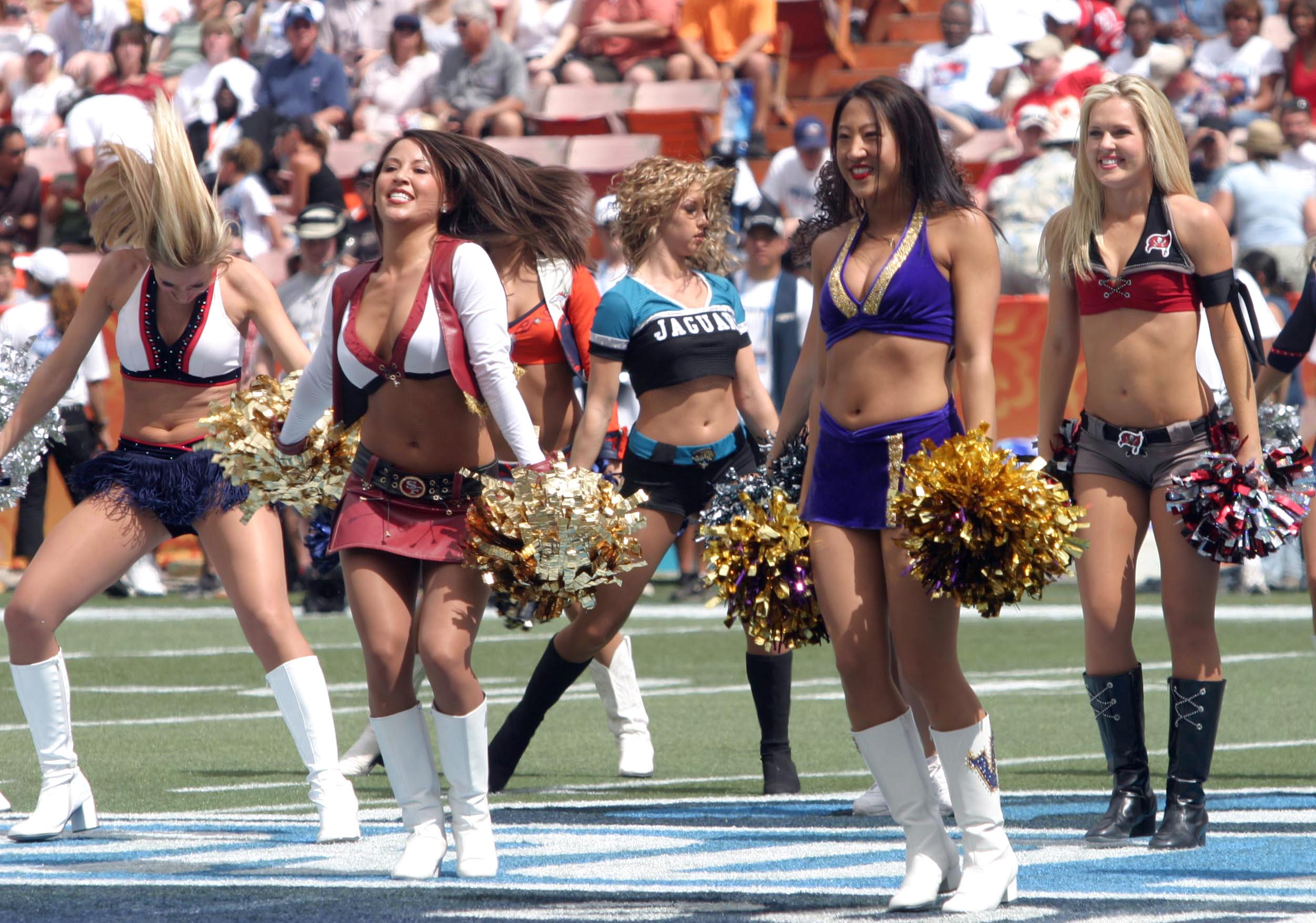
Cheerleader beim Pro Bowl 2006

In den ersten Jahren spielte die NFL nach den Regeln des College Football. Die damals sehr defensive Spielweise und die entsprechend niedrigen Resultate wirkten sich sehr negativ auf das Zuschauerinteresse aus und die Einnahmen aus. Mit der Saison 1933 führte die NFL deshalb eigene Regeln ein, um das Offensivspiel und höhere Scores zu fördern. So wurden die Goalposts von der Endlinie auf die Goalline versetzt, um mehr Fieldgoals zu ermöglichen. Pässe waren neu von überall hinter der Scrimmage erlaubt. Um das Spiel der Offense zu erleichtern, wurden sogenannte Hashmarks, zehn Yards von der Seitenlinie entfernte Markierungen, eingeführt. Bei Spielzügen, die außerhalb der Hashmarks endeten, wurde der Spot für das nächste Down auf die Hashmark verlegt. Das hatte zur Folge, dass die Spieler die ganze Spielfeldbreite ausnützen konnten, ohne größere Nachteile beim folgenden Snap zu befürchten, wenn sie direkt an der Seitenlinie gestoppt wurden.
Während es in den Anfangsjahren einige schwarze Spieler und Funktionäre wie Fritz Pollard in der Liga gab, verabredeten die Teambesitzer Anfang der 1930er Jahre, keine schwarzen Spieler mehr unter Vertrag zu nehmen. Dieses Gentlemen’s Agreement schloss Schwarze weit über ein Jahrzehnt aus der Liga aus; zwischen 1933 und 1945 war kein schwarzer Spieler in der Liga aktiv; ihnen standen nur wenige unterklassige Profiligen und ligaunabhängige schwarze Mannschaften wie die Brown Bombers aus Harlem offen. Nach dem Krieg wurde erst langsam von diesem Prinzip abgewichen; als letztes Team verpflichteten die Washington Redskins 1962 ihren ersten schwarzen Spieler.
Ab 1933 wurde die Liga in zwei Divisions unterteilt, wodurch sie zu einem Endspiel zwischen den beiden Divisionssiegern kam. Ein sehr wichtiger Schritt war 1936 die Entscheidung der Teams, sich untereinander bei den Verhandlungen mit den Spielern abzusprechen und insbesondere bei den Gehaltsangeboten an Spieler, die sich in Universitäts-Mannschaften einen Namen gemacht hatten, nicht gegenseitig zu überbieten. In diesem Draft bekam jedes Jahr die letztplatzierte Mannschaft das Recht, als erste mit einem Nachwuchsspieler ihrer Wahl zu verhandeln, danach konnte das zweitletzte Team einen Neuling benennen und so weiter in der Rangfolge. Obwohl der beim ersten NFL Draft am 8. Februar 1936 als allererste Ausgewählte, der College-Spieler Jay Berwanger, dem Profi-Football zugunsten einer normalen Berufskarriere eine Absage erteilt hatte, wurde dieses System ein Erfolg. Es garantierte sportliche Ausgeglichenheit, somit spannende Saisons, und verhinderte, dass reiche Teams dominierten oder sich arme ruinierten.
Nach dem Umzug der Cleveland Rams nach Los Angeles 1945 war die NFL erstmals auch an der weit entfernten Westküste vertreten und damit nicht mehr vollständig in ihrer Keimzelle im Nordosten der Vereinigten Staaten ansässig. Zudem erwuchs ihr von 1946 bis 1949 zum ersten Mal ernsthafte Konkurrenz, als die All-America Football Conference (AAFC) aktiv war. Die AAFC wurde 1950 aufgelöst, aber die sportlich und wirtschaftlich erfolgreicheren Teams wurden in die NFL aufgenommen. Neben den Cleveland Browns und den Baltimore Colts wurde mit den San Francisco 49ers ein zweites Team aus dem Westen der Staaten in die Liga integriert.

### NFL und AFL (1960–1969)
Durch das aufkommende Fernsehen gab es in den späten 1950er Jahren zusätzliche Einnahmequellen, die auch den Profi-Spielbetrieb in weniger bevölkerungsreichen Städten möglich machten. Zu der Zeit konnte der Profi-Football erstmals annähernd so populär werden wie zuvor nur College Football und Profi-Baseball. Die Team-Besitzer der NFL zögerten aber noch, sich mit zusätzlichen Mannschaften Konkurrenz machen zu lassen. Einige reiche Geschäftsleute, welche vergeblich versucht hatten, ein NFL-Team zu erwerben, gründeten daraufhin mit Unterstützung des TV-Senders ABC zur Saison 1960 eine neue Liga, die American Football League (AFL). Diese stieg durch eine moderne Spielweise und viele Neuerungen schnell zu einer ernsthaften Konkurrenz zur alteingesessenen NFL auf. Die Fangemeinde teilte sich in zwei Lager, zudem entfachte sich auch ein ruinöser Wettbewerb zwischen den beiden Ligen. Nicht nur reagierte die NFL auf die Neugründung der AFL mit der längst fälligen Erweiterung, die neue Mannschaften in umkämpfte Märkte wie Dallas und Minneapolis-St. Paul brachte (bereits im August 1959, also während der Vorbereitungen zur Gründung der AFL, hatte die NFL die Erweiterung um zwei Mannschaften angekündigt), sondern es entstand auch ein harter Kampf um die besten Nachwuchsspieler, der mit deutlichen Gehaltsteigerungen der Profis einherging. Später kündigte die NFL zwei weitere Neugründungen in Atlanta und New Orleans zum Beginn der Saison 1966 an, die durch zwei Erweiterungen der AFL von zunächst acht auf zuletzt zehn Teams gekontert wurden. Über kurz oder lang wurde so eine Kooperation der beiden Ligen unausweichlich. Am 8. Juni 1966 veröffentlichten die beiden Ligen nach langen Verhandlungen eine gemeinsame Presseerklärung, in der sie die Fusion zur Spielzeit des Jahres 1970 ankündigten. Für die Zwischenzeit wurde, neben einem gemeinsamen Draft, die Austragung eines zusätzlichen Endspiels zur Ermittlung eines „wahren“ Landesmeisters zwischen den beiden Ligameistern vereinbart. Das Spiel, dessen erste Auflage im Januar 1967 noch auf relativ wenig Interesse stieß, wurde jedoch schnell unter dem Namen Super Bowl als neuer Saisonhöhepunkt anerkannt und auch nach der Fusion beibehalten. In der dann 26 Teams umfassenden NFL bildeten 13 der „alten“ Teams die National Football Conference (NFC), während die American Football Conference (AFC) aus drei bisherigen NFL Clubs und den zehn AFL-Teams gebildet wurde. Die Conferences wurden dabei in West-, Central- und East-Divisionen mit je vier oder fünf Teams unterteilt.
Sportlich zeigte sich bereits schnell, dass die beiden Ligen auf einem ähnlichen Niveau gespielt hatten. Zwar gewannen die Green Bay Packers unter Head Coach Vince Lombardi die ersten beiden Super Bowls gegen die Kansas City Chiefs und die Oakland Raiders deutlich, jedoch folgten zwei Siege ehemaliger AFL-Teams in den Endspielen 1969 und 1970. Besonders der Sieg der New York Jets mit Star-Quarterback Joe Namath über die hoch favorisierten Baltimore Colts im dritten Super Bowl machte deutlich, dass die AFL der älteren Liga durchaus ebenbürtig war.

### Die moderne NFL (seit 1970)
Unter der Leitung von NFL-Commissioner Pete Rozelle wurde die Liga in den 1970ern zur wichtigsten Sportmarke in den Vereinigten Staaten. 1970 unterschrieb die NFL einen Vertrag mit der ABC, der die Übertragung eines Spiels am Montagabend (Monday Night Football) live im gesamten Land zusicherte. Die Liga war somit erstmals in ihrer Geschichte regelmäßig zur Hauptsendezeit im Fernsehen vertreten; zuvor waren die Spiele ausschließlich sonntags nachmittags ausgetragen worden, wobei die Fernsehsender – wie auch heute noch – je nach Region verschiedene Live-Spiele anboten. 1976 wurde die Liga zum letzten Mal für beinahe zwanzig Jahre erweitert (nach Gründung der Tampa Bay Buccaneers und Seattle Seahawks zählte die NFL somit 28 Mannschaften), ein Jahr später wurde die Saison von 14 auf 16 Spieltage verlängert. Zudem wurde in jeder Conference ein Wildcard-Spiel zwischen zwei Teams eingeführt, so dass die Sieger der Divisionen ein Wochenende Ruhepause vor den eigentlichen Play-offs hatten. Seit 1977 existiert auch das bis heute gültige Prinzip der Spieltaggestaltung, wonach zur Sicherung der Ausgeglichenheit der Liga ein Teil der Spiele einer Mannschaft gegen diejenigen Teams derselben Conference durchgeführt wird, die die vergangene Saison auf demselben Platz in ihren Divisionen beendet haben. Aufgrund eines 57-tägigen Streiks der Spieler musste die Saison 1982 allerdings auf neun Spieltage verkürzt werden.

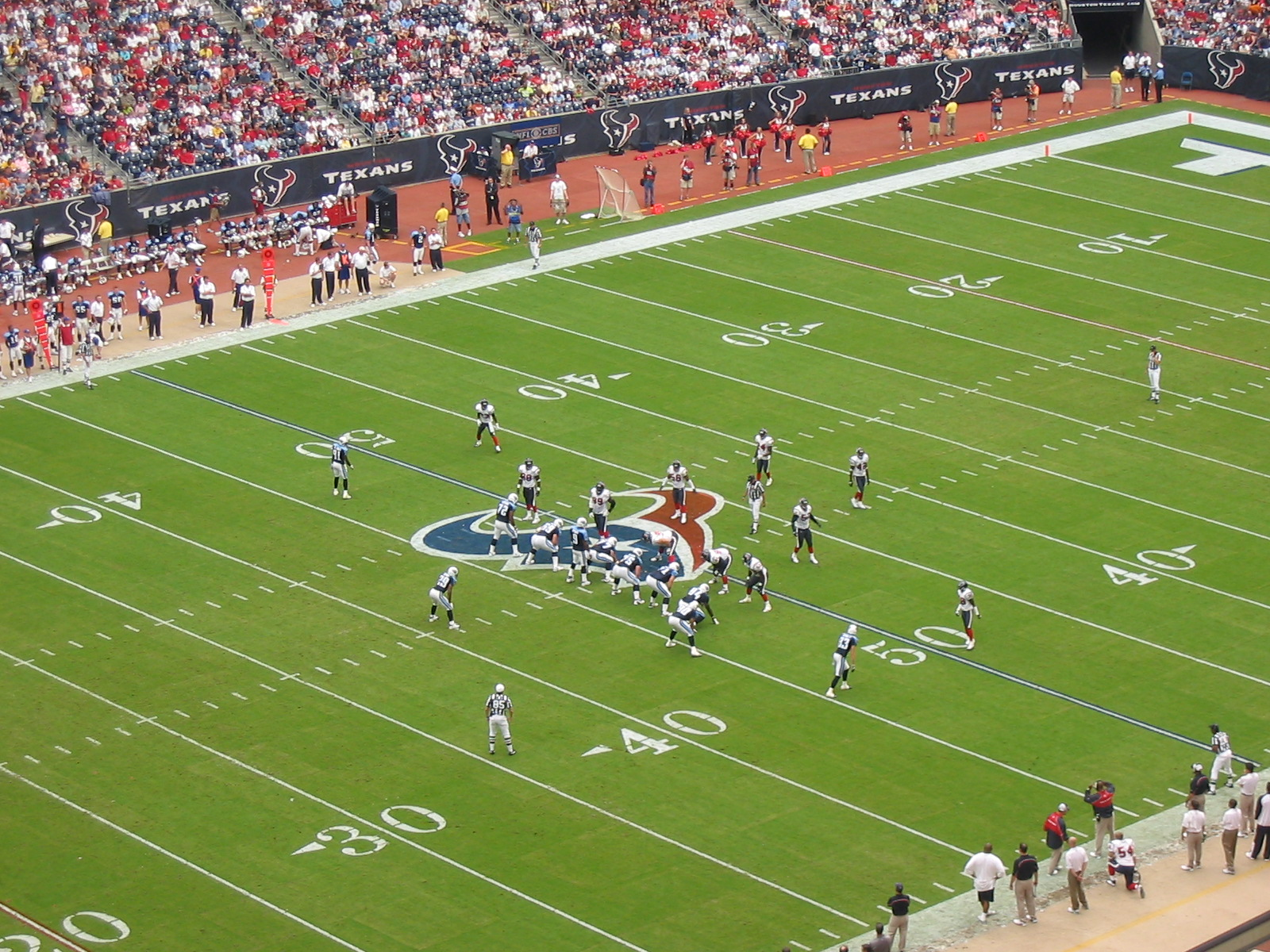
Ein NFL-Spiel zwischen den Tennessee Titans und den Houston Texans, 2005

1973 wurden feste Trikotnummern eingeführt. Der Runningback der Buffalo Bills, O.J. Simpson, erlief in dieser Saison über 2.000 Yards. 1975 bekamen die Schiedsrichter Funkmikrofone, was den Zuschauern die Art der diversen Regelverstöße seitdem verständlicher macht.
Am 17. August 1976 war das erste Spiel im Ausland. In Tokio traten in einem Vorbereitungsspiel die damaligen St. Louis Cardinals gegen die San Diego Chargers an.
Im Jahr 1986 wurde erstmals der American Bowl ausgetragen, dabei handelte es sich ebenfalls um Spiele der Preseason, die im Ausland ausgetragen wurden. Der American Bowl fand ab 1990 auch mehrmals in Deutschland statt, Austragungsort war dabei jeweils das Olympiastadion Berlin. Die NFL-Funktionäre machten dabei die Erfahrung, dass im Ausland durchaus Interesse an NFL-Football bestand. Sie gründeten 1991 die eigenständige World League, die später unter dem Namen NFL Europe bekannt wurde. Dieses Experiment wurde 2007 jedoch wegen mangelnden Zuschauer- und Sponsoreninteresses beendet.
Stattdessen begann man, regelmäßig Partien der Regular Season in Übersee auszutragen. Den Anfang machten im Oktober 2007 die Miami Dolphins und die New York Giants, die im Wembley-Stadion in London antraten. Diese Partie ging als zweite Austragung eines NFL-Spiels außerhalb der USA in die Geschichte ein, zuvor hatte bereits 2005 ein Spiel zwischen den Arizona Cardinals und den San Francisco 49ers in Mexiko-Stadt stattgefunden. Seitdem werden im Rahmen der NFL International Series regelmäßig bis zu fünf Spiele in Mexiko, im Vereinigten Königreich und in Deutschland ausgetragen.
1999 kamen die Cleveland Browns als 31. Team in die NFL (die Cleveland Browns spielten bereits von 1950 bis 1995 in der NFL) und 2002 folgten dann die Houston Texans als 32. Team.

#### NFL Germany
Im Februar 2022 verkündete der Deutschland-Chef der NFL, Alexander Steinforth, dass die NFL im selben Jahr zum ersten Mal nach Deutschland kommt. Der Deal ist zunächst auf vier Spielzeiten bis 2025 geregelt. Das erste Spiel fand am 13. November 2022 zwischen den Tampa Bay Buccaneers und den Seattle Seahawks in der Münchner Allianz Arena statt. Pro Saison wird es im Wechsel ein Spiel in München und eines in Frankfurt geben. 2023 werden aufgrund von Bauarbeiten in Mexiko-Stadt zwei Spiele ausgetragen. Am 5. November des Jahres treffen die Kansas City Chiefs auf die Miami Dolphins und eine Woche später die New England Patriots auf die Indianapolis Colts. Im November 2024 stehen sich die New York Giants und die Carolina Panthers in München gegenüber.

## Mannschaften
In der ersten Saison 1920 spielten 14 Mannschaften. In den nächsten zehn Jahren spielten jährlich zwischen 22 und zehn Teams um die Meisterschaft. Dabei war die Zusammensetzung der Liga ständigen Wechseln der Mannschaften unterworfen. Der Tiefpunkt war, auch durch die wirtschaftlichen Auswirkungen der Weltwirtschaftskrise, 1932 mit acht Mannschaften erreicht. Von den 1932 teilnehmenden Franchises sind in der heutigen NFL noch sechs vertreten.
Ab diesem Zeitpunkt stabilisierte sich die Anzahl und die Spielorte der teilnehmenden Mannschaften. Ab 1933 wurde in zwei Divisions mit in der Regel fünf Mannschaften gespielt. Nach der Übernahme der AAFC spielten ab 1951 zwölf Mannschaften in zwei Conferences. 1959/60 wurde, durch die Konkurrenz der AFL veranlasst, die Anzahl der Franchises um zwei (Dallas, Minnesota) erweitert. 1966/67 kamen mit Atlanta und New Orleans zwei weitere Teams dazu. 1967 wurden die beiden Conferences in jeweils zwei Divisions mit je vier Teams geteilt.
Durch die Fusion mit der AFL 1970 erhöhte sich die Anzahl der Mannschaften auf 26. Seit diesem Zeitpunkt wird in den beiden Conferences American Football Conference (AFC) und National Football Conference (NFC) gespielt. Ab 1970 bestanden jeweils drei Divisions, mit 5 bzw. 4 Teams. 1976 erfolgte mit den Seattle Seahawks und den Tampa Bay Buccaneers die in der NFL-AFL-Fusion vereinbarte Erweiterung um zwei weitere Franchises. Die nächste Vergrößerung der Liga erfolgte 1995 mit den Jacksonville Jaguars und den Carolina Panthers.
Durch die Cleveland Browns relocation controversy wurde eine neue Franchise für die Baltimore Ravens gewährt. Auf Grund der Spielpause der Browns von 1996 bis 1998 betrug die Anzahl der spielenden Mannschaften weiterhin 30 und schließlich ab 1999 31.
Um wieder eine gerade Anzahl von Mannschaften in der Meisterschaft zu haben, wurde 2002 die bisher letzte Franchise an die Houston Texans vergeben. In diesem Zusammenhang wurde die Liga neu eingeteilt. Seit diesem Zeitpunkt umfassen die beiden Conferences jeweils vier Division mit je vier Mannschaften. Diese Aufteilung gilt laut Angaben der NFL als „endgültige“ Zusammenstellung.
| Division                     | Team                         | Spielort                     | Stadion                      | Gegründet                    | Der NFL beigetreten          | Besitzer                     |
| American Football Conference | American Football Conference | American Football Conference | American Football Conference | American Football Conference | American Football Conference | American Football Conference |
| ---------------------------- | ---------------------------- | ---------------------------- | ---------------------------- | ---------------------------- | ---------------------------- | ---------------------------- |
| AFC East                     | Buffalo Bills                | Orchard Park, NY             | Highmark Stadium             | 28. Okt. 1959 (AFL)          | 1970                         | Terrence Pegula              |
| AFC East                     | Miami Dolphins               | Miami Gardens, FL            | Hard Rock Stadium            | 16. Aug. 1965 (AFL)          | 1970                         | Stephen M. Ross              |
| AFC East                     | New England Patriots         | Foxborough, MA               | Gillette Stadium             | 22. Nov. 1959 (AFL)          | 1970                         | Robert Kraft                 |
| AFC East                     | New York Jets                | East Rutherford, NJ          | MetLife Stadium              | 14. Aug. 1959 (AFL)          | 1970                         | Woody Johnson                |
| AFC North                    | Baltimore Ravens             | Baltimore, MD                | M&T Bank Stadium             | 9. Feb. 1996                 | 1996 1                       | Steve Bisciotti              |
| AFC North                    | Cincinnati Bengals           | Cincinnati, OH               | Paycor Stadium               | 23. Mai 1967 (AFL)           | 1970                         | Mike Brown                   |
| AFC North                    | Cleveland Browns             | Cleveland, OH                | Huntington Bank Field        | 4. Juni 1944 (AAFC)          | 1950 1                       | Jimmy Haslam                 |
| AFC North                    | Pittsburgh Steelers          | Pittsburgh, PA               | Acrisure Stadium             | 8. Juli 1933                 | 1933                         | Dan Rooney                   |
| AFC South                    | Houston Texans               | Houston, TX                  | NRG Stadium                  | 6. Okt. 1999                 | 2002                         | Janice McNair                |
| AFC South                    | Indianapolis Colts *         | Indianapolis, IN             | Lucas Oil Stadium            | 23. Jan. 1953                | 1953                         | Carlie Irsay-Gordon          |
| AFC South                    | Jacksonville Jaguars         | Jacksonville, FL             | TIAA Bank Field              | 30. Nov. 1993                | 1995                         | Shahid Khan                  |
| AFC South                    | Tennessee Titans *           | Nashville, TN                | Nissan Stadium               | 14. Aug. 1959 (AFL)          | 1970                         | Amy Adams Strunk             |
| AFC West                     | Denver Broncos               | Denver, CO                   | Empower Field at Mile High   | 14. Aug. 1959 (AFL)          | 1970                         | Rob Walton u. a.             |
| AFC West                     | Kansas City Chiefs *         | Kansas City, MO              | Arrowhead Stadium            | 14. Aug. 1959 (AFL)          | 1970                         | Clark Hunt et al.            |
| AFC West                     | Las Vegas Raiders *          | Paradise, NV                 | Allegiant Stadium            | 30. Jan. 1960 (AFL)          | 1970                         | Mark Davis et al.            |
| AFC West                     | Los Angeles Chargers *       | Costa Mesa, CA               | SoFi Stadium                 | 14. Aug. 1959 (AFL)          | 1970                         | Dean Spanos                  |
| National Football Conference |                              |                              |                              |                              |                              |                              |
| NFC East                     | Dallas Cowboys               | Arlington, TX                | AT&T Stadium                 | 28. Jan. 1960                | 1960                         | Jerry Jones                  |
| NFC East                     | New York Giants              | East Rutherford, NJ          | MetLife Stadium              | 1. Aug. 1925                 | 1925                         | John Mara & Steve Tisch      |
| NFC East                     | Philadelphia Eagles          | Philadelphia, PA             | Lincoln Financial Field      | 8. Juli 1933                 | 1933                         | Jeffrey Lurie                |
| NFC East                     | Washington Commanders *      | Landover, MD                 | Northwest Stadium            | 9. Juli 1932                 | 1932                         | Josh Harris                  |
| NFC North                    | Chicago Bears *              | Chicago, IL                  | Soldier Field                | 17. Sept. 1920 2             | 1920                         | Familie Halas McCaskey       |
| NFC North                    | Detroit Lions *              | Detroit, MI                  | Ford Field                   | 1929                         | 1930                         | Sheila Ford Hamp             |
| NFC North                    | Green Bay Packers            | Green Bay, WI                | Lambeau Field                | 11. Aug. 1919                | 1921                         | Green Bay Packers, Inc.      |
| NFC North                    | Minnesota Vikings            | Minneapolis, MN              | U.S. Bank Stadium            | 28. Jan. 1960                | 1961                         | Zygi Wilf                    |
| NFC South                    | Atlanta Falcons              | Atlanta, GA                  | Mercedes-Benz Stadium        | 30. Juni 1965                | 1966                         | Arthur Blank                 |
| NFC South                    | Carolina Panthers            | Charlotte, NC                | Bank of America Stadium      | 26. Okt. 1993                | 1995                         | David Tepper                 |
| NFC South                    | New Orleans Saints           | New Orleans, LA              | Cesars Superdome             | 1. Nov. 1966                 | 1967                         | Gayle Benson                 |
| NFC South                    | Tampa Bay Buccaneers         | Tampa, FL                    | Raymond James Stadium        | 24. April 1974               | 1976                         | Malcolm Glazer               |
| NFC West                     | Arizona Cardinals *          | Glendale, AZ                 | State Farm Stadium           | 1898                         | 1920                         | Michael Bidwill              |
| NFC West                     | Los Angeles Rams *           | Los Angeles, CA              | SoFi Stadium                 | 1936 (AFL II)                | 1937                         | Stan Kroenke                 |
| NFC West                     | San Francisco 49ers          | Santa Clara, CA              | Levi’s Stadium               | 4. Juni 1944 (AAFC)          | 1950                         | Jed York                     |
| NFC West                     | Seattle Seahawks             | Seattle, WA                  | Lumen Field                  | 4. Juni 1974                 | 1976                         | Paul G. Allen Family Trust   |

Ein Sternchen (*) zeigt an, dass der Football-Club einen Franchise-Wechsel gemacht hat, d. h., dass die Stadt, in welcher die Heimspiele ausgetragen werden, gewechselt wurde. Nähere Informationen stehen in den Artikeln der Football-Clubs.
- 1. Während der Standortwechsel-Kontroverse der Cleveland Browns im Jahr 1996 stellte die NFL den Spielbetrieb der Cleveland Browns ein. 1996 zogen die Cleveland Browns nach Baltimore. Cleveland und Baltimore haben sich darauf geeinigt, dass die Baltimore Ravens als neues Team der NFL 1996 beigetreten sind und die Cleveland Browns ein 1946 gegründetes Franchise sind, welches zwischen 1996 und 1998 den Spielbetrieb einstellte und 1999 wieder aktiv in der NFL vertreten war.
- 2. Obwohl der Football-Club ursprünglich 1919 als Unternehmens-Team von A. E. Staley gegründet wurde, wird George Halas als Gründer erwähnt, da er mit der Gründung des Teams beauftragt war und dieses 1920 übernahm.

| Patriots |

| Bills |

| Dolphins |

| Giants |

| Jets |

| Ravens |

| Bengals |

| Browns |

| Steelers |

| Texans |

| Colts |

| Jaguars |

| Titans |

| Broncos |

| Chiefs |

| Raiders |

| Cowboys |

| Eagles |

| Commanders |

| Bears |

| Lions |

| Packers |

| Vikings |

| Falcons |

| Panthers |

| Saints |

| Buccaneers |

| Cardinals |

| Rams |

| Chargers |

| 49ers |

| Seahawks |

siehe auch: NFL-Teambesitzer

## Rekorde
Die Arizona Cardinals wurden 1898 in Chicago gegründet und waren 1920 eines der Gründungsmitglieder der NFL. Sie sind damit das älteste noch bestehende Profi-Footballteam der USA.
Die New England Patriots sind mit sechs Stadionwechseln die Mannschaft, die am häufigsten ihren Standort geändert hat (Nickerson Field (1960–1962), Fenway Park (1963–1968), Alumni Stadium (1969), Harvard Stadium (1970), Foxboro Stadium (1971–2001), Gillette Stadium (2002–heute)). Im Gegensatz dazu sind die Green Bay Packers das älteste noch an einem Standort gebliebene Team der NFL.
Mit jeweils sechs Siegen im Super Bowl sind die Pittsburgh Steelers und die New England Patriots die bisher erfolgreichsten Mannschaften. Das Team mit den meisten Teilnahmen (elf) am Super Bowl sind die New England Patriots. Rekordmeister der NFL sind jedoch die Green Bay Packers mit 13 Titeln.
Die New England Patriots haben 64,2 Prozent ihrer Play-off-Spiele gewonnen, damit haben sie die höchste Quote (37 Siege bei 20 Niederlagen). Die beste Bilanz in der Regular Season haben die Dallas Cowboys mit 57,3 Prozent (512 Siege bei 380 Niederlagen und 6 Unentschieden).
Die Miami Dolphins sind das einzige Team, das eine perfekte Saison spielte, also kein Spiel verlor. Ihnen gelang dies 1972 mit 14 Siegen in der Regular Season plus weiteren drei Siegen in den Play-offs, inklusive des Gewinns des Super Bowls VII. 2007 schafften die New England Patriots eine perfekte Regular Season mit 16 Siegen plus zwei Play-off-Siege, somit 18 Spiele ohne Niederlage. Wenn eine Mannschaft sich für das Heimrecht in den Play-offs qualifiziert hat, werden in den letzten Liga-Spielen oft die Stammspieler geschont und Niederlagen in Kauf genommen, wie etwa 2009 bei den Indianapolis Colts. Erstmals verloren 2008 die Detroit Lions alle 16 Spiele und stellten damit einen Negativrekord auf. 2017 konnten die Cleveland Browns ebenfalls kein Spiel gewinnen. Zuvor hatten die Tampa Bay Buccaneers in der Saison 1976 bereits alle ihre 14 Spiele verloren.

## Trophäen und Auszeichnungen
In der NFL gibt es, wie in vielen anderen US-amerikanischen Ligen, spezielle Trophäen und Auszeichnungen für Spieler und Teams, die in der Saison viel erreicht und gut gespielt haben. Die Ehrungen werden nicht durch die Liga und deren Mannschaften, sondern auch durch die amerikanische Sportpresse sowie ehemalige und aktive Spieler ausgesprochen.
- Vince Lombardi Trophy, für das Team, das den Super Bowl gewinnt.
- Lamar Hunt Trophy, für den Gewinner der American Football Conference (AFC Champion).
- George S. Halas Trophy, für den Gewinner der National Football Conference (NFC Champion).
- Super Bowl MVP, für den besten Spieler beim Super Bowl.
- Most Valuable Player, für den besten Spieler der Saison.
- Coach of the Year, für den besten Trainer des Jahres.
- Offensive Player of the Year, für den besten Offense-Spieler des Jahres (z. B. Quarterback).
- Defensive Player of the Year, für den besten Defense-Spieler des Jahres (z. B. Linebacker).
- Offensive Rookie of the Year, für den besten Offense-Rookie (engl.: Neuling) des Jahres.
- Defensive Rookie of the Year, für den besten Defense-Rookie des Jahres.
- Comeback Player of the Year, für den Spieler mit dem besten Comeback des Jahres.
- Pro Bowl MVP, für den besten Spieler beim Pro Bowl
- Walter Payton Man of the Year Award
- Art McNally Award

## Saisonstruktur

### Der Draft

Logo des NFL-Drafts 2010

Die Rechte, exklusiv mit Nachwuchsspielern zu verhandeln, teilen die NFL-Teams seit 1936 im alljährlichen NFL Draft unter sich auf. Der Draft findet Anfang April nach Ende der Universitäts-Semester statt. Die meisten der verfügbaren Spieler sind Seniors, haben also volle vier Jahre an einer Universität verbracht und sind deshalb für den College Football nicht mehr spielberechtigt. Einige Spieler wollen bereits vor Ablauf der vier Universitätsjahre in die NFL wechseln. Dies müssen sie bis zu einem Stichtag im Vorfeld des Drafts bekanntgeben, eine Rückkehr zum College Football ist dann allerdings ausgeschlossen. Für den Draft anmelden dürfen sich ausschließlich Spieler, die seit mindestens drei Jahren die Highschool verlassen haben. Dies dient dem Schutz des universitären Spielbetriebs und auch derjenigen Spieler, die ihre Ausbildung für eine mögliche Profi-Karriere opfern würden.
In jeder der über drei Tage verteilten sieben Runden dürfen die Teams, beginnend mit dem schlechtesten des Vorjahres, einen Spieler benennen, dem ein millionenschwerer Vertrag winkt. Manchmal tauschen die Clubs aber auch vorhandene Spieler oder Draft-Rechte untereinander, wobei schon mehrere bewährte Spieler gegen Nachwuchstalente getauscht wurden, welche die Erwartungen dann nicht erfüllen konnten. Dabei ist zu beachten, dass die Teams nicht beliebig hohe Gehälter für ihre Spieler zahlen dürfen, die Gesamthöhe der Gehaltsliste ist begrenzt (Salary Cap).
Die Auswahl in den späteren Runden erfährt in der Regel weniger Aufmerksamkeit. Wer nach dem Abschluss des Drafts nicht ausgewählt wurde, darf sich als Free Agent bei jedem beliebigen Team bewerben.

### Vorsaison
Vor Beginn der eigentlichen Footballsaison spielt jedes Team drei Testspiele, die sogenannten preseason games, auch exhibition games genannt. Seit der Saison 2021 wurde die Zahl dieser Spiele zugunsten eines weiteren Regular Season Games von vier auf drei reduziert. Die im August und Anfang September stattfindende Vorsaison dient dazu, neu erworbene Spieler an die Mannschaft und (im Falle von Rookies) an die Ligakulisse zu gewöhnen. Stammspieler kommen in diesen Spielen kaum zum Einsatz, um Verletzungen zu verhindern.

### Die reguläre Saison
Die reguläre Saison beginnt Anfang September. Ähnlich wie im College Football besitzt auch die NFL mit derzeit 32 Teams deutlich mehr Mannschaften als Spieltage (derzeit sind es 18; jedes Team hat 17 Spiele und ein spielfreies Wochenende, genannt Bye). Ein „Jeder gegen jeden“-Spielbetrieb wie in einer typischen europäischen Liga, in der alle Teams je zweimal (zuhause und auswärts) gegeneinander antreten, wird lediglich innerhalb der jeweiligen Division gegen die anderen drei Mannschaften durchgeführt (sechs Spiele).
Weitere acht Spiele führen die Divisions-Mitglieder jeweils gegen alle Mannschaften zweier jährlich rotierender Divisionen – einer aus der NFC und einer aus der AFC – durch. Die drei restlichen Spieltage sind Duellen gegen Teams vorbehalten, die die letzte Saison in ihrer Division auf demselben Platz abgeschnitten haben. Zwei der Teams stammen aus der eigenen Conference aus den beiden verbleibenden Divisionen; das dritte Team (erst seit 2021) aus der anderen Conference aus einer vierjährlich rotierenden Division. Somit kam es vor 2021 für jedes Team gegen Erst-, Zweit-, Dritt- und Viertplatzierte des Vorjahres zu insgesamt je zwei Heim- und Auswärtsspielen.
Ein Beispiel anhand der New England Patriots in der Saison 2007: Sie spielten je zweimal gegen die verbleibenden drei Teams ihrer AFC East, je einmal gegen alle Mannschaften der AFC North und der NFC East sowie (als Vorjahres-Sieger der AFC East) gegen die beiden Erstplatzierten von AFC West und AFC South der Saison 2006.
Somit ist der Spielplan jeder Mannschaft anders. Die Gesamtstärke der Gegner wird jedoch berücksichtigt, wenn bei der Qualifikation für die Play-offs zwei Teams gleiche Bilanzen haben, aber nicht im direkten Vergleich aufeinandergetroffen sind.
Seit 1936 müssen alle Mannschaften in der NFL die gleiche Anzahl von Spielen absolvieren. Dies waren in jenem Jahr zwölf. In den Jahren 1937 bis 1942 und 1946 elf, 1943 bis 1945 kriegsbedingt zehn. Von 1947 bis 1960 zwölf Spiele, von 1961 bis 1977 14 Spiele und von 1978 bis 2020 16 Spiele. Die jetzige Regelung mit 17 Spielen gilt seit 2021.
Seit Ende 2008 gibt es Überlegungen die Saison um einen oder zwei Spieltage zu erweitern; wobei es sehr konkrete Gespräche zwischen den Besitzern der Teams einerseits und dem Management der NFL und der Spielergewerkschaft andererseits gab, worin bereits mehrere Szenarien durchgesprochen wurden. Im Sommer 2009 wurde beschlossen, so lange bei der aktuellen Regelung zu bleiben, bis der gesamte Zyklus einmal durchlaufen wurde. Ein Zyklus bedeutet, dass die Teams aller Ligen in allen möglichen Kombinationen gegen die Teams aus allen anderen Ligen gespielt haben.

### Die Play-offs
Die Qualifizierung für die Endrunde wird aus historischen Gründen weiterhin in AFC und NFC getrennt durchgeführt, auch wenn so nicht immer die insgesamt vierzehn (bis zur Saison 2019 zwölf) besten Teams weiterkommen. Jeweils sieben Teams qualifizieren sich für die Play-offs. Dies sind jeweils die Sieger der vier Divisionen Nord, Süd, Ost und West sowie die drei bestplatzierten Teams („Wildcards“) einer Conference, die anhand des Sieg-Niederlage-Verhältnisses ermittelt werden. Es können also bis zu drei Teams einer Division in den Play-offs antreten und die „Divisional Play-offs“ erreichen.
Das bestplatzierte Team hat in der „Wild Card Round“ ein Freilos. Das zweitbeste Team empfängt das schlechteste, das drittplatzierte Team empfängt das sechstplatzierte und das viertplatzierte das fünftplatzierte. In den darauffolgenden „Divisional Play-offs“ spielt das bestplatzierte Team gegen das schlechteste noch vorhandene Team und das zweitbeste noch vorhandene Team gegen das zweitschlechteste. Die Sieger der Play-offs wiederum entscheiden im Stadion des Besserplatzierten ihre „Conference Championships“. Im Super Bowl treten dann, auf vorher festgelegtem Platz und nach einem Wochenende Pause, die Champions von AFC und NFC gegeneinander an.

### Super Bowl
Der Super Bowl ist das Finalspiel einer jeden NFL-Saison. Es ist weltweit eines der größten Einzelsportereignisse und findet am zweiten Sonntag im Februar statt. Der Super Bowl Sunday umfasst das Finalspiel und die verwandten Festivitäten und hat den Status eines inoffiziellen nationalen Feiertags in den USA. Dort erreicht er immer die höchste Einschaltquote aller TV-Sendungen des Jahres. Meist findet der Super Bowl in südlicheren Gegenden der USA statt, da laut NFL-Reglement die Durchschnittstemperatur des Austragungsortes in dieser Jahreszeit mindestens 50 Grad Fahrenheit (10 Grad Celsius) betragen muss. Ausnahmen bilden Städte, deren Stadien ein geschlossenes Dach haben, zum Beispiel Detroit.
Der beste Einzelspieler des Super Bowls wird als Super Bowl MVP (von englisch most valuable player für „wertvollster Spieler“) ausgezeichnet. Meistens handelt es sich dabei um einen Quarterback, Runningback oder Wide Receiver.
Von den 32 aktuellen Teams haben nur die Carolina Panthers, Cincinnati Bengals, Houston Texans, Atlanta Falcons und Jacksonville Jaguars nie eine Meisterschaft in der NFL oder einer Vorgängerliga gewonnen.
Liste der Meister der National Football League
|  | Team                     | NFL- Meisterschaften | Super-Bowl- Siege | Jahr(e)                                                                      |
|  | ------------------------ | -------------------- | ----------------- | ---------------------------------------------------------------------------- |
|  | Green Bay Packers        | 13                   | 4                 | 1929, 1930, 1931, 1936, 1939, 1944, 1961, 1962, 1965, 1966, 1967, 1996, 2010 |
|  | Chicago Bears            | 9                    | 1                 | 1921, 1932, 1933, 1940, 1941, 1943, 1946, 1963, 1985                         |
|  | New York Giants          | 8                    | 4                 | 1927, 1934, 1938, 1956, 1986, 1990, 2007, 2011                               |
|  | Pittsburgh Steelers      | 6                    | 6                 | 1974, 1975, 1978, 1979, 2005, 2008                                           |
|  | New England Patriots     | 6                    | 6                 | 2001, 2003, 2004, 2014, 2016, 2018                                           |
|  | Washington Commanders    | 5                    | 3                 | 1937, 1942, 1982, 1987, 1991                                                 |
|  | San Francisco 49ers      | 5                    | 5                 | 1981, 1984, 1988, 1989, 1994                                                 |
|  | Dallas Cowboys           | 5                    | 5                 | 1971, 1977, 1992, 1993, 1995                                                 |
|  | Indianapolis Colts       | 5                    | 2                 | 1958, 1959, 1968, 1970, 2006                                                 |
|  | Philadelphia Eagles      | 5                    | 2                 | 1948, 1949, 1960, 2017, 2024                                                 |
|  | Detroit Lions            | 4                    | 0                 | 1935, 1952, 1953, 1957                                                       |
|  | Cleveland Browns         | 4                    | 0                 | 1950, 1954, 1955, 1964                                                       |
|  | Los Angeles Rams         | 4                    | 2                 | 1945, 1951, 1999, 2021                                                       |
|  | Kansas City Chiefs       | 3                    | 4                 | 1969, 2019, 2022, 2023                                                       |
|  | Las Vegas Raiders        | 3                    | 3                 | 1976, 1980, 1983                                                             |
|  | Denver Broncos           | 3                    | 3                 | 1997, 1998, 2015                                                             |
|  | Canton Bulldogs          | 2                    | 0                 | 1922, 1923                                                                   |
|  | Arizona Cardinals        | 2                    | 0                 | 1925, 1947                                                                   |
|  | Miami Dolphins           | 2                    | 2                 | 1972, 1973                                                                   |
|  | Baltimore Ravens         | 2                    | 2                 | 2000, 2012                                                                   |
|  | Tampa Bay Buccaneers     | 2                    | 2                 | 2002, 2020                                                                   |
|  | Akron Pros               | 1                    | 0                 | 1920                                                                         |
|  | Cleveland Bulldogs       | 1                    | 0                 | 1924                                                                         |
|  | Frankford Yellow Jackets | 1                    | 0                 | 1926                                                                         |
|  | Providence Steam Roller  | 1                    | 0                 | 1928                                                                         |
|  | Minnesota Vikings        | 1                    | 0                 | 1969                                                                         |
|  | New York Jets            | 0                    | 1                 | 1968                                                                         |
|  | New Orleans Saints       | 1                    | 1                 | 2009                                                                         |
|  | Seattle Seahawks         | 1                    | 1                 | 2013                                                                         |

Angegeben ist das Jahr der Regular Season, auch wenn der Super Bowl (bzw. vor der Saison des Jahres 1966 das Meisterschaftsspiel der NFL) im Januar oder Februar des folgenden Jahres stattgefunden hat. Diese Zählung hat sich in der Berichterstattung durchgesetzt und wird auch offiziell von den Vereinen und der Liga benutzt.

### Pro Bowl
Der Pro Bowl ist ein All-Star-Game, bei dem die Teilnahme für die nominierten Spieler als große Ehre empfunden wird und deren Marktwert fördert. Die Nominierung der Spieler erfolgt durch Abstimmungen unter Fans, welche jeweils die ersten elf Spieler von Offense und Defense nominieren, und Journalisten, welche den Kader auffüllen. Der Pro Bowl war bis zur Saison 2008 das letzte Spiel der NFL-Saison, noch nach dem Super Bowl. Seit der Saison 2009 findet er eine Woche vor dem Super Bowl statt. Beim Pro Bowl treten die besten Spieler der American Football Conference (AFC) gegen die besten Spieler der National Football Conference (NFC) an.
Die Traditionsfarbe der NFC ist blau, die der AFC rot. Das Team der Conference, die den Super-Bowl-Gewinner stellte, ist die Heimmannschaft. Jeder Pro-Bowl-Spieler trägt den Helm seines NFL-Teams und hat Aufnäher seines Teams auf dem Jersey. Nach Möglichkeit trägt er die gleiche Trikotnummer wie in seinem eigenen Team. Die Head Coaches werden ebenfalls von den jeweiligen Conferences nominiert und tragen traditionell entsprechend rote oder blaue Hawaiihemden.
Traditionell fand das Spiel von der Saison 1979 bis zur Saison 2008 alljährlich im Aloha Stadium auf Hawaii statt. Seit der Saison 2009 sollte der Pro Bowl an immer wechselnden Orten stattfinden, doch bereits zur Saison 2010 fand er wieder auf Hawaii statt.

## NFL-Commissioner
Bis 1941 oblag die Organisation einem von den Teameignern gewählten Präsidenten. Dem Beispiel des Profi-Baseball folgend wurde 1941 ein Commissioner eingesetzt, dem weitreichende Rechte bezüglich des Spiel- und Ligabetriebes eingeräumt wurden.
- 1920: Jim Thorpe
- 1921–1939: Joseph Carr
- 1939–1941: Carl Storck
- 1941–1946: Elmer Layden
- 1946–1959: Bert Bell
- 1959–1960: Austin Gunsel
- 1960–1989: Pete Rozelle
- 1989–2006: Paul Tagliabue
- seit 2006: Roger Goodell

## Fernsehrechte
Die TV-Rechte an der NFL gehören zu den teuersten der Welt. In den Vereinigten Staaten werden die Spiele von vier TV-Sendern übertragen (NBC, FOX, CBS und dem Sportkanal ESPN). Die NFL erhielt für die TV-Rechte von 2009 bis 2014 insgesamt 21 Milliarden US-Dollar, also rund 4,2 Milliarden Dollar pro Saison. Darüber hinaus zeigt der NFL-eigene Sender NFL Network Programme rund um die NFL.
Für den ab 2023 bis 2033 abgeschlossenen Vertrag mit NBC, FOX, CBS, ESPN/ABC und Amazon zahlen die Sender insgesamt 110 Milliarden US-Dollar, damit fast doppelt so viel wie in der vorherigen Vertragslaufzeit.
Für Kontinentaleuropa besaß ESPN America seit September 2005 die Rechte. Pro Spieltag wurden vier Spiele live übertragen.
In Deutschland wurde der Super Bowl 1999 erstmals im Free-TV von Sat.1 gezeigt. Der Sender sicherte sich die TV-Rechte für 1999 bis 2003. Von 2006 bis 2011 wurde der Super Bowl live von der ARD übertragen. Von 2012 bis 2023 besaß ProSiebenSat.1 Media wieder die Übertragungsrechte. Von August 2013 bis 2015 wurde die NFL vom Pay-TV-Sender Sport1 US übertragen. Ab der Saison 2015 wurden immer sonntags um 19:00 und um 22:00 Uhr zwei Sonntagsspiele bei ProSieben Maxx übertragen, wobei einzelne Spiele auch von ProSieben und Sat.1 gezeigt wurden. Außerdem gab es jeden Sonntag ein Spiel auf der Website von ran. Die Play-offs wurden von ProSieben Maxx und Sat.1 geteilt übertragen und der Super Bowl 50 von Sat.1. Seit September 2016 überträgt DAZN die Konferenz (NFL Redzone) und in Deutsch kommentierte Livespiele.
Im Sommer 2022 wurden die Übertragungsrechte neu ausgehandelt. Seit der Saison 2023 überträgt DAZN die Donnerstag-, Sonntag- und Montag-Nachtspiele dazu jeweils zwei Sonntagsspiele. Die Rechte fürs Free-TV wurden von der RTL Group erworben. In der Regel sind bei RTL oder in Ausnahmefällen bei Nitro sonntags zwei Live-Spiele zu sehen. Daneben wird über RTL+ ein drittes Live-Spiel angeboten. Dazu haben DAZN und RTL die Rechte an den Play-offs und am Super Bowl.
In Österreich wurden von 1998 bis 2009 vereinzelte Spiele der Regular Season, die Conference Finals und der Super Bowl vom öffentlich-rechtlichen Sender ORF live übertragen. 2010 wurden die Conference Finals und der Super Bowl erstmals vom Privatfernsehsender Puls 4 live übertragen. Seit der Saison 2010 überträgt Puls 4 neben den Play-offs und den Super Bowls auch je Runde ein Sonntagsspiel.
Im Vereinigten Königreich überträgt Sky Sports jeden Spieltag der Regular Season fünf Spiele und überträgt alle Play-off-Spiele. Die International Series wird von BBC Sport übertragen.

## Videospiele
EA Sports veröffentlicht seit Anfang der 1990er Jahre jedes Jahr ein American-Football-Videospiel. Die Serie wird nach dem ehemaligen Trainer und Kommentator John Madden Madden NFL genannt und ist jedes Jahr die am meisten verkaufte Videospielreihe in Nordamerika.
Im Dezember 2004 schloss EA einen Vertrag mit der NFL ab, der dem Spieleentwickler die Exklusivrechte für NFL-Simulationen zusicherte. Anderen Entwicklern ist es deswegen seither verboten, Spiele mit NFL-Lizenz zu vermarkten. Im März 2020 wurde verkündet, dass der Spielehersteller 2K die Rechte an Nicht-Simulationen der NFL gesichert hat.